# Der stille Don (Teil 3)
Der stille Don (Originaltitel: Тихий Дон, Tichi Don) ist ein sowjetischer Spielfilm in drei Teilen von Sergei Gerassimow aus den Jahren 1957 bis 1958. Der Regisseur hatte auch das Drehbuch verfasst. Es basiert auf dem gleichnamigen Roman von Michail Scholochow. Der vorliegende Artikel behandelt den dritten Teil aus dem Jahr 1958, der in der Bundesrepublik Deutschland am 10. Oktober 1968 im Programm des Ersten Deutschen Fernsehens (ARD) seine Premiere hatte.

## Handlung
Der Bruderkrieg der Don-Kosaken ist auf seinem Höhepunkt. Auch im Dorf Tatarsk hält der Tod reiche Ernte. Grischa Melechows Frau Natalja stirbt an einem Schwangerschaftsabbruch – sie wollte Grischas Kind nicht austragen, weil Grischa wieder zu seiner großen Liebe Axinja zurückgefunden hat. Pjotrs Frau Darja gibt sich selbst den Tod beim Baden im Fluss. Stockmann, der Kommissar, wird von einem meuternden Kosaken erschossen. Und Grischas Mutter, die alte Iljinitschna Melechow, schickt sich an zu sterben, aus Gram über Grischas Abwesenheit und weil ihre Tochter Dunjascha immer noch Mischa Koschewoi liebt, den Mörder ihres Bruders Pjotr. 
Grischa Melechow selbst treibt sich auf den Schlachtfeldern Russlands umher, sieht im März 1920 in Noworissijsk die fremden Besatzer fliehen und schließt sich Semjon Michailowitsch Budjonnys Reiterarmee an. Endlich kehrt er heim nach Tatarsk und findet dort Mischa Koschewoi als Schwager und Dorfvorsitzenden wieder. Auch Axinja, die er krank hatte zurücklassen müssen, trifft er im Dorf am Don. Doch wieder hält es Grischa nicht lange daheim aus. Erneut muss er fliehen, gerät in einen Haufen aufständischer Kosaken, setzt sich ab, um Axinja zu holen, und sitzt schließlich neben ihrer Leiche – der Schuss eines Patrouillenreiters hat die Frau, die er über alles liebte, tödlich getroffen. Über das Eis des Don geht Grischa zurück; seine Waffen und Orden versinken im Fluss. Am Dorfeingang trifft er Michatka, seinen Sohn: Endlich ist für Grischa Melechow der Krieg und damit auch sein letzter Kampf zu Ende.

## Kritiken
Das Lexikon des internationalen Films zieht zu allen drei Teilen folgendes Fazit: „Fern aller Schwarzweißmalerei vermeidet der Film fast ebenso sehr wie der Roman «die Idealisierung der siegreichen Bolschewiki durch die ungeschminkte Bloßlegung der moralischen und charakterlichen Schwächen auch und gerade der Kommunisten» (Kindlers Literatur Lexikon). Der mit gewaltigem Aufwand in Szene gesetzte Sechsstundenfilm überzeugt am meisten in den vorzüglich gestalteten dialoglosen Außenaufnahmen.“ Lobend äußert sich auch der Evangelische Film-Beobachter: „Bis auf die Musik […] ist der dritte Teil von Gerassimows Filmepos nüchterner, klarer in der Aussage als die vorhergegangenen beiden Filme. Das Menschliche überwiegt. […] Allzu romantische oder symbolische Bildeffekte […] werden aufgesogen von den kurzen, die überquellende Handlung vorantreibenden Sequenzen, welche die Regel sind. Die Darsteller […] wird man nicht so rasch vergessen.“

„1955-57 setzte Sergej Gerassimow den monumentalen Kosaken-Roman ‚Der stille Don‘ von Scholochow um, ein episches - in der DDR lief der Film als Dreiteiler von insgesamt 336 Minuten Spieldauer, in der Bundesrepublik wurde nur der 1. Teil in die Kinos gebracht, Teil 2 und 3 fanden ihre Aufführung ein Jahrzehnt darauf in der ARD - und ungemein ehrgeiziges Werk. Gerassimows Trilogie schildert in starken Bildern und faszinierender Detailtreue das Schicksal eines Kosakens während der Spätphase des untergehenden Zarenreichs bis zum endgültigen Sieg des Bolschewismus’. Dabei vermied der Regisseur plakative, prokommunistische Anbiederung, sondern schilderte seinen Protagonisten als Wanderer zwischen zwei durch die Historie ihm aufgezwungene Welten und deren Systeme. Auch das neue System wird nicht verklärt, in Gerassimows Epos wird Charakterschwäche und Amoral wie in der Romanvorlage durch den ‚neuen sozialistischen Menschen‘ nicht beseitigt.“